# Хоржешты
Хоржешты (рум. Horjeşti, Хоржешть) — село в Хынчештском районе Молдавии. Наряду с селом Карпинены входит в состав коммуны Карпинены.

## География
Село расположено на высоте 76 метров над уровнем моря.

## Население
По данным переписи населения 2004 года, в селе Хоржешть проживает 956 человек (478 мужчин, 478 женщин).
Этнический состав села:
| Национальность | Число жителей | Процентный состав |
| -------------- | ------------- | ----------------- |
| молдаване      | 923           | 96.55             |
| украинцы       | 5             | 0.52              |
| русские        | 5             | 0.52              |
| румыны         | 4             | 0.42              |
| болгары        | 1             | 0.1               |
| прочие         | 18            | 1.88              |
| Всего          | 956           | 100%              |